# Guide tone
Een guide tone is een term uit de jazzmuziek, en slaat op de terts en de septiem, de twee belangrijkste noten uit een akkoord. Het zijn deze twee noten die bepalen of het akkoord majeur, mineur, of dominant is. Op dit principe zijn ook de zogeheten three-note voicings gebouwd, die bestaan uit deze twee guidetones plus de grondtoon.
De verschillende combinaties van guide tones leveren de volgende akkoorden op:
- Een akkoord met een grote terts en een grote septiem, noemt men een majeur septiemakkoord
- Een akkoord met een kleine terts en een kleine septiem, noemt men een mineur septiemakkoord
- Een akkoord met een grote terts en een kleine septiem, noemt men een dominant septiemakkoord
- Een akkoord met een kleine terts en een grote septiem, noemt men een mineur majeurakkoord

Merk op dat de laatste combinatie in wezen een mineurakkoord vormt, maar dan wel één met een grote septiem, vandaar de benaming mineur majeur.
Merk eveneens op dat de kwint van het akkoord niet bij de guide tones hoort, aangezien die niet meebepaalt of het akkoord majeur, mineur, of dominant is. De kwint kan wel belangrijk zijn in een akkoord waar de kwint gealtereerd is (vb; m7(b5), Aug7,
dim7)
Alle overige noten van het akkoord zijn slechts uitbreidingen, die niets aan de basis van het akkoord veranderen (majeur, mineur, of dominant), maar enkel een specifieke kleur toevoegen (tensions).